# Cormoran
Cormoranii (Phalacrocoracidae) sunt o familie de păsări acvatice care fac parte din ordinul Pelecaniformes. Ele sunt păsări de talie mijlocie care trăiesc și cresc puii în colonii și uneori ating dimensiuni considerabile. Denumirea de „cormoran” provine din limba latină „corvus marinus“ (în traducere „Corb de mare”).

## Morfologie
Cormoranii au o mărime mijlocie cu lungimea corpului între 0,45 si 1,0 m, având o greutate între 360 si 2800 grame, pe insula Galapagos cormoranii ating greutatea de 4000 de g. După culoarea penajului sunt cormoranii negri și cormoranii de culoare albastru închis care în perioada clocitului au un luciu metalic. Păsările nu prezintă un dimorfism sexual deosebit, masculii fiind în general mai mari ca femelele. Puii de cormorani au o culoare brună-cenușie pe abdomen cu nuanțe mai deschise. Păsările au un cioc terminat la capăt ca un cârlig, un gât lung și o coadă în formă rotunjită, formată din pene rigide. Nu au glande uropigene, de aceea, după scufundări repetate, își usucă penele stând cu aripile întinse în bătaia soarelui. Cormoranii trăiesc pe coastele mărilor dar și în apropierea unor bălți sau râuri înconjurate de vegetație. Sunt păsări diurne și care consumă o cantitate mare de pește pe care-i vânează prin urmărirea lor rapidă sub apă. Nu sunt agreate de pescari din cauza consumului mare de pește care pot fi de lungimi între 5 și 60 de cm, sau pentru că uneori rup plasele de pescuit. În afară de pești consumă melci, moluște, crustacei, viermi și cefalopode mici.

## Răspândire și mod de viață
Păsările sunt răspândite pe toate continentele în afară de Antarctica însă cele mai multe specii trăiesc în regiunile tropicale și regiunea sudică a zonelor temperate. Nu se găsesc cormorani în Asia Centrală sau Asia de Nord ca și în regiuni întinse din Canada sau regiunile calde aride. 
În Japonia, China sau Indonezia păsările sunt dresate pentru pescuit. În România trăiesc în Delta Dunării trei specii de cormoran:
1. Cormoranul mare (Phalacrocorax carbo) (91 cm)
2. Cormoranul mic (Phalacrocorax pygmaeus) (48 cm)
3. Cormoranul moțat (Phalacrocorax aristotelis) (76 cm)

Cazuri de excepție sunt cormoranul nezburător (Nannopterum harrisi) de pe insulele Galapagos, care are aripile atrofiate, și cormoranul din Anzi (Phalacrocorax brasilianus) care trăiește la altitudinea de 5000 m deasupra n.m. Numai un număr mic de cormorani sunt păsări migratoare, ele migrând  iarna spre sud.

## Reproducere
Cormoranii fac cuiburile, pe locul ales de mascul, în colonii pe sol, în copaci sau pe stânci. Masculul ademenește femela în timpul împerecherii prin bătăi ale aripilor și culoarea galbenă din regiunea gâtului. Cuibul este construit de ambii parteneri din pietriș, crengi sau guano. Femela depune numai o dată pe an 3 - 4 ouă care vor fi apărate cu dârzenie de părinți. La 23 - 35 de zile vor ecloza puii, care la început sunt golași și la o săptămână vor fi acoperiți cu puf. Hrana puilor este administrată cu ciocul din sacul laringian al părinților. Un cormoran atinge în medie o vârstă între 10 și 15 ani, speciile mari putând atinge și 30 de ani.

## Specii
| - Phalacrocorax africanus - Phalacrocorax albiventer - Phalacrocorax aristotelis - Phalacrocorax atriceps - Phalacrocorax auritus - Phalacrocorax bougainvillii - Phalacrocorax bransfieldensis - Phalacrocorax brasilianus - Phalacrocorax campbelli - Phalacrocorax capensis - Phalacrocorax capillatus - Phalacrocorax carbo - Phalacrocorax carunculatus - Phalacrocorax chalconotus - Phalacrocorax colensoi - Phalacrocorax coronatus - Phalacrocorax featherstoni - Phalacrocorax fuscescens - Phalacrocorax fuscicollis - Phalacrocorax gaimardi - Phalacrocorax georgianus | - Phalacrocorax harrisi - Phalacrocorax kenyoni - Phalacrocorax lucidus - Phalacrocorax magellanicus - Phalacrocorax melanogenis - Phalacrocorax melanoleucos - Phalacrocorax neglectus - Phalacrocorax niger - Phalacrocorax nigrogularis - Phalacrocorax nivalis - Phalacrocorax onslowi - Phalacrocorax pelagicus - Phalacrocorax perspicillatus - Phalacrocorax punctatus - Phalacrocorax purpurascens - Phalacrocorax pygmeus - Phalacrocorax ranfurlyi - Phalacrocorax sulcirostris - Phalacrocorax urile - Phalacrocorax varius - Phalacrocorax verrucosus |

## În captivitate

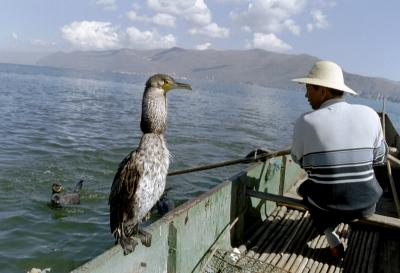

În Vietnam, pescarii cresc aceste păsări în captivitate, folosindu-le pentru pescuit. Cu ajutorul unui laț fixat în jurul gâtului pescarii se asigura că pasărea nu va înghiți complet peștele. Fiind excelenți pescari și scufundători, cormoranii pot prinde un pește în mai puțin de un minut. Cormoranii sunt răsplătiți cu resturile de pește.